# Holzem (Bad Münstereifel)
Holzem ist ein Stadtteil von Bad Münstereifel im Kreis Euskirchen, Nordrhein-Westfalen.

## Lage
Der Ort liegt südöstlich der Kernstadt von Bad Münstereifel. Am westlichen Ortsrand verläuft die Landesstraße 234. Am östlichen Ortsrand fließt der Effelsberger Bach.
Der Ort Neichen grenzt nördlich direkt an Holzem an. 

## Geschichte
Holzem, Effelsberg, Lethert, Scheuerheck, sowie Neichen gehören zum jülichschen Amt Münstereifel. Die Orte wurden 1571 an die Herren von Orsbeck zu Wensburg verpfändet und bildeten dann eine Unterherrschaft.
Holzem gehörte von 1816 bis 1969 zur eigenständigen Gemeinde Effelsberg. Am 1. Juli 1969 wurde diese nach Bad Münstereifel eingemeindet.
Holzem ist kirchlich von der katholische Pfarrkirche St. Stephanus in Effelsberg abhängig. 
In der Nähe von Holzem hatte der Pfarrer von Effelsberg früher seinen Kirchenhof, welcher „Kradenbacher Hof“ oder auch Pfarrhof genannt worden ist. Aufgrund der Entfernung zur damaligen Maternuskapelle, welche dem heiligen Maternus geweiht war, wurde dem Pfarrer 1752 das Messopfer gestattet.
Die Maternuskapelle wurde 1737 errichtet. Der Kirchenhof wurde 1784 nach Effelsberg verlegt. 
1897 wurde die St.-Brigida-Kapelle errichtet. Zeitgleich erfolgte ein Patroziniumswechsel zur heiligen Brigida.

## Infrastruktur und Verkehr
Die Grundschulkinder werden zur katholischen Grundschule nach Houverath gebracht. 
Im Ort wird ein Seniorenheim betrieben.
Die VRS-Buslinie 828 der RVK verbindet den Ort mit Bad Münstereifel und weiteren Nachbarorten, überwiegend als TaxiBusPlus im Bedarfsverkehr.
| Linie | Verlauf |
| ----- | --- |
| 828   | MiKE (außer im Schülerverkehr): Bad Münstereifel Bf – (Bad Münstereifel Rathaus →/ Gewerbegeb./Ärzteh. ←) Rodert – Holzem – Lethert – Effelsberg – Scheuerheck – Wald – Limbach – Houverath – Lanzerath – Eichen – Maulbach – Scheuren |